# شهرداری چوخاتاوری
شهرداری چوخاتاوری (گرجی: ჩოხატაურის მუნიციპალიტეტი) یکی از شهرداری‌های ناحیه گوریا در غرب گرجستان است. بزرگ‌ترین شهر و مرکز اداری آن چوخاتاوری است.